# NGC 42
NGC 42 är en spiralgalax belägen i stjärnbilden Pegasus. Den upptäcktes av Albert Marth den 30 oktober 1864. Den kan interagera gravitationellt med den närliggande NGC 41.

## Galleri

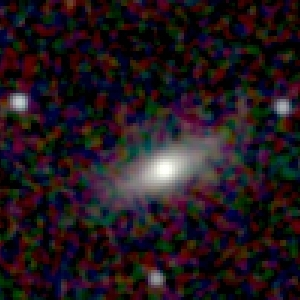
NGC 42.